# Première Nation de God's Lake
La Première Nation de God's Lake est une bande indienne de la Première Nation crie du Manitoba au Canada. Elle est principalement de l'ethnie Asinīskāwiyiniwak. Elle possède 12 réserves dont la principale est God's Lake 23 située à 240 km au sud-est de Thompson. En septembre 2014, elle avait une population totale enregistrée de 2 638 membres dont 1 482 vivaient sur une réserve ou une terre de la Couronne. La Première Nation fait partie du Conseil tribal de Keewatin et est signataire du Traité 5.

## Géographie
La Première Nation de God's Lake possède 12 réserves au Manitoba.
| Nom                               | Superficie (hectares) |
| --------------------------------- | --------------------- |
| Andrew Bay                        | 68,2                  |
| Chataway Lake/Knife Lake          | 112,1                 |
| Esker Ridge A Indian Reserve      | 481                   |
| Esker Ridge B                     | 107                   |
| God's Lake 23                     | 3 696,1               |
| God's Lake Southeast of Community | 425,3                 |
| Hawkins                           | 272,7                 |
| Hills Island                      | 45,4                  |
| Kenyan Lake                       | 303                   |
| North Prominent Ridge             | 2 642                 |
| Peter Burton's/Shorty Rapids      | 788                   |
| Red Cross Lake East               | 271,8                 |
| Red Cross Lake North              | 126,8                 |
| Vermilyea Lake                    | 3,3                   |
| Wapaminakoskak Narrows            | 950                   |

## Annexe